# Strange in Stereo
Strange in Stereo – czwarty album norweskiego zespołu metalowego In the Woods..., wydany w 1999 roku. Album jest rozwinięciem stylu wypracowanego na Omnio.

## Lista utworów
1. "Closing In" - 5:43
2. "Cell" - 4:35
3. "Vanish in the Absence of Virtue" - 4:16
4. "Basement Corridors" - 5:20
5. "Ion" - 5:42
6. "Generally More Worried Than Married" - 8:55
7. "Path of the Righteous" - 6:57
8. "Dead Man's Creek" - 7:46
9. "Titan Transcendence" - 5:43
10. "Shelter" - 0:38
11. "By the Banks of Pandemonium" - 7:56

## Twórcy
- Christian Botteri - gitara basowa, śpiew
- Christopher Botteri - gitara
- Anders Kobro - perkusja
- Oddvar Moi - gitara
- Jan Kennet Transeth - śpiew
- Synne Larsen - śpiew (sopran)

### Muzycy sesyjni
- Inherit-Jan  - gitara
- Lömmis  - pianino
- Trond Breen - gitara
- Kjell Age Stoveland - skrzypce